# 印田站
印田站（日语：／ Inden eki */?）是位於愛知縣一宮市印田（現時：印田通），名古屋鐵道一宮線的鐵道車站（廢站）。

## 歷史
- 1912年（大正元年）8月6日 - 車站啟用，當時為有人車站[1]。
- 1942年（昭和17年） - 車站暫停營業[1]。
- 1954年（昭和29年）1月1日 - 車站重開，同時成為無人車站[1]。
- 1965年（昭和40年）4月25日 - 一宮線（岩倉至東一宮）全線廢除，此站也被廢除[1]。

## 車站構造
截至車站廢除前，此站是地面車站，設有1面1線的單式月台。曾經此站設有2面2線的相對式月台。

### 配線圖
| ← 岩倉方向                                         | 印田站 站內配線略圖 | → 東一宮方向 |
| 图例 参考文献： 虛線與半透明的月台是雙線時代的構造 |                     |              |

## 現況
名古屋鐵道一宮線遺址變為了愛知縣道149號淺野羽根岩倉線。車站遺址是在青木超市一宮店東邊約50米路口東邊附近。

## 西印田站
西印田站（日语：／ Nishi-Inden eki */?）是名古屋鐵道一宮線的鐵道車站（廢站）。在車站啟用時暫時為終點站。當一宮線延伸至東一宮站時，西印田站同時被廢線。而實際上該站的營業期間只有不足半年。
- 1912年（大正元年）8月6日 - 車站啟用。
- 1913年（大正2年）1月25日 - 車站廢除。

## 相鄰車站
名古屋鐵道
一宮線
淺野－印田－（西印田）－花岡町

## 注腳
1. 1 2 3 4  . 新潮社. 2008-11-18: 50.
2. ↑  神田功 「一宮線の廃線跡を辿る」，《鐵道畫刊（日语：鉄道ピクトリアル） No.624 1996年7月增刊號》，p.170，電氣車研究會（日语：電気車研究会），1996年